# 손우혁 (1988년)
손우혁(1988년 ~ )은 대한민국의 배우이다.

## 학력
- 서울예술전문대학[3]

## 출연 작품

### 영화
- 《박수치는 로맨스》 (2017년) - 준서 역
- 《모범생》 (2017년) - 하주원 역
- 《깡치》 (2016년) - 김형수 역[4][5][6]

### 드라마
- 《트로트의 연인》 (KBS2, 2014년) - 아이돌 역[7]
- 《잉여공주》 (tvN, 2014년)

### 광고
- 신한은행 (2013년)
- 롯데 월드콘 (2012년)

### 뮤직비디오
- 믹키 - LIGHT ME UP (2007년)[8]